# Trichomycterus sandovali
Trichomycterus sandovali är en fiskart som beskrevs av Ardila Rodríguez 2006. Trichomycterus sandovali ingår i släktet Trichomycterus och familjen Trichomycteridae. Inga underarter finns listade i Catalogue of Life.